# Thelasiinae
Thelasiinae – podplemię roślin z rodziny storczykowatych (Orchidaceae). Obejmuje 4 rodzaje i prawie 300 gatunków występujących w Azji Południowo-Wschodniej.

## Systematyka
Podplemię sklasyfikowane do plemienia Podochileae z podrodziny epidendronowych (Epidendroideae) w rodzinie storczykowatych (Orchidaceae), rząd szparagowce (Asparagales) w obrębie roślin jednoliściennych.
Wykaz rodzajów
- Octarrhena Thwaites
- Phreatia Lindl.
- Ridleyella Schltr.
- Thelasis Blume